# Tarnee White
Tarnee Renee White, född 17 januari 1981 i Redcliffe i Queensland, är en australisk simmare.
White blev olympisk guldmedaljör på 4 × 100 meter medley vid sommarspelen 2008 i Peking.